# マルギット・ニュンケ
マルギット・ニュンケ（ドイツ語: Margit Nünke, 1930年11月15日 - 2015年1月10日）はドイツの女優、歌手。

## 来歴
ヴァイマル共和政時代のシュテティーン（現在のポーランド領シュチェチン）に生まれる。
1955年6月、ミス・ドイツに選ばれ、同年の7月22日、アメリカ西海岸のロングビーチで開催されたミス・ユニバース1955世界大会にドイツ代表として出場し、第4位に入賞。第5位には日本代表の高橋敬緯子が入賞している。翌1956年にはミス・ヨーロッパにも選ばれた。
その後、女優に転身し、映画『白銀は招くよ!／ザイラーと十二人の娘』（1959年）でトニー・ザイラーの相手役を務めた。他に、映画『黄色い恐怖』（1959年）やドラマ『Eine Klasse für sich』（1984年）などに出演した。また、歌手としてもいくつかのシングルを発売している。
1959年（昭和34年）には11月25日から6日間にわたって東京で開催されたドイツ映画祭のため、俳優のトニー・ザイラー、ベルンハルト・ヴィッキ（監督業も）、女優のリゼロッテ・プルファーらと共に訪日。開会式の司会は俳優の三船敏郎が務めた。
2015年、ミュンヘンにて死去。

## 主な出演映画
以下は日本公開作品。
- 大爆走　I Fidanzati della morte　（1957年）
- 白銀は招くよ!／ザイラーと十二人の娘　12 Mädchen und 1 Mann　（1959年） ※日本でDVD発売
- 黄色い恐怖　Geliebte Bestie　（1959年）